# Laâyoune
Pour les articles homonymes, voir El Ayoun et Ayoun (homonymie).
À ne pas confondre avec Layoune, commune algérienne, ou l'un des camps de réfugiés sahraouis de la région de Tindouf, en Algérie

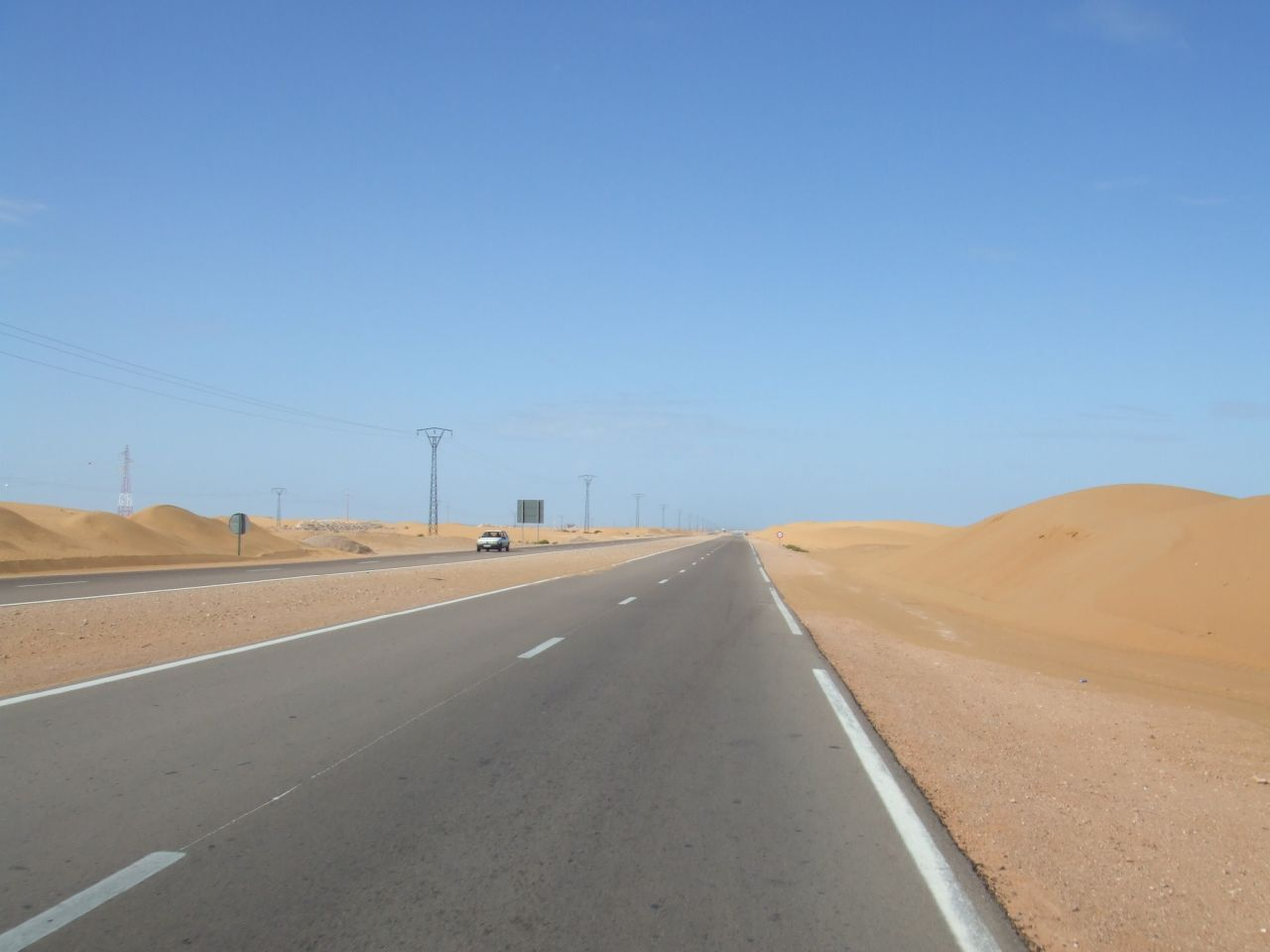
Route reliant Laayoune à El-Marsa (Laayoune Port)

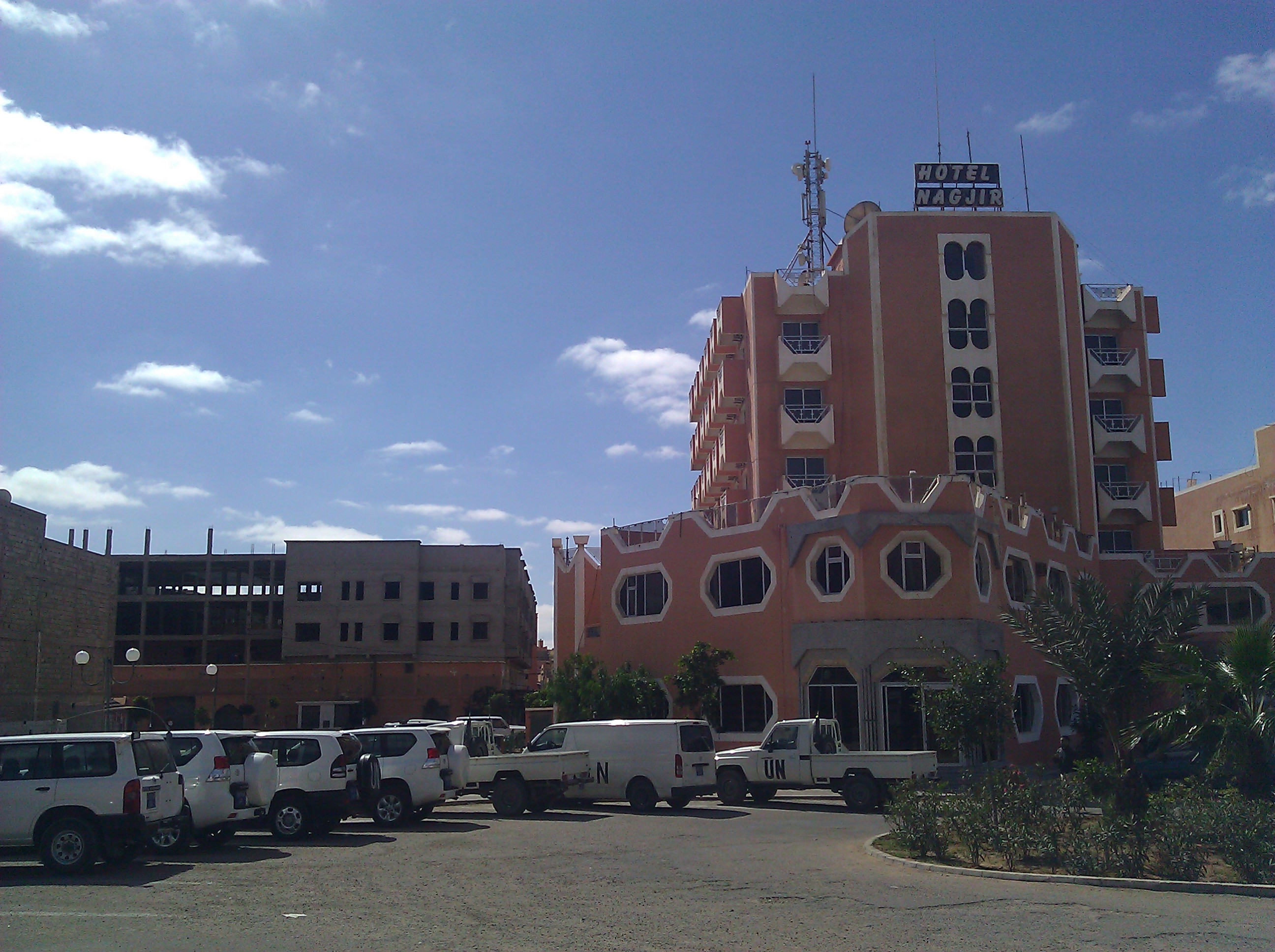
Hotel Nagjir prisé par les membres de la Minurso

Laâyoune (en arabe : العيون [al ʔujuːn], El Aaiún ou El-Ayoun, littéralement « les sources », ; en berbère : Leɛyun) est la ville la plus importante du Sahara occidental. Elle est située au bord de l'Atlantique, à 500 km au sud d'Agadir et à 500 km à l'ouest de Tindouf, sur la route menant à Dakhla. Elle est traversée par l'oued Sakia El Hamra, sur lequel se trouve le barrage Sakia El Hamra.
Elle est contrôlée et administrée de facto par le Maroc depuis 1976 ; elle est le chef-lieu de la province de Laâyoune (une des « provinces du Sud »), dans la région Laâyoune-Sakia El Hamra. Toutefois, conformément à la position des Nations unies, cette administration n’implique pas une reconnaissance de souveraineté, le Sahara occidental demeurant inscrit sur la liste des territoires non autonomes dont le statut final reste à déterminer par un processus d’autodétermination.

## Géographie
Laâyoune est une ville située au Sahara occidental, un territoire revendiqué par le Maroc (qui contrôle environ 80 % du territoire) et par la République arabe sahraouie démocratique fondée par le front Polisario (qui contrôle les 20 % restants).

## Climat
Le climat de Laâyoune est de type semi-aride doux (BSn), presque désertique doux (BWn) en raison de la faible quantité de précipitations. Laâyoune est une ville au climat doux, sans chaleur excessive. Les températures dépassent très rarement les 28 °C en raison des vents frais marins[réf. souhaitée].

## Histoire
En 1934, le lieutenant colonel espagnol Antonio de Oro (es) y installa un baraquement pour un détachement de police coloniale, sur la piste entre le cap Juby et Villa Cisneros, puis il fonda officiellement la ville en 1938, lorsqu'il se rendit compte que la nappe phréatique était prometteuse.
Le 17 juin 1970, des manifestants conduits par Mohammed Bassiri amènent une pétition au gouverneur général du Sahara espagnol à Laâyoune. Alors que la manifestation se disperse, la police tente d'arrêter les meneurs. Les manifestants résistant, le gouvernement fait intervenir la légion étrangère espagnole qui tire sur la foule, faisant 11 morts. Des centaines de personnes sont arrêtées dans les jours suivants, dont Bassiri qui disparaît en prison, vraisemblablement assassiné ou torturé à mort.
En novembre 1975, Hassan II sollicite le départ de 350 000 volontaires civils marocains en direction du Sahara espagnol, duquel l'Espagne ne s'était pas encore retirée. Les volontaires, désarmés et portaient chacun un Coran et un drapeau national. Une délégation symbolique arrive à la capitale, Laâyoune, préalablement autorisé par le gouvernement espagnol.
Le 10 octobre 2010, des Sahraouis installent le camp de protestation de Gdeim Izik à 12 km de Laâyoune. Ils réclament l'amélioration de « leurs conditions de vie (...) des emplois et des logements ». Le 24 octobre, un adolescent de 14 ans faisant partie d'un convoi armé est tué par la gendarmerie lorsque le convoi essaya de s'introduire dans le camp. Le 8 novembre, les forces marocaines lancent un assaut sur un camp de 28 000 Sahraouis installé près de la ville, faisant plusieurs morts dont huit parmi les forces de l'ordre et des dizaines ou centaines de blessés selon les sources. Le campement aurait été entièrement démantelé,. Les autorités marocaines annoncent la mort de 10 policiers et de 2 civils, tandis que le Front Polisario déclare 10 morts sarahouis et 169 « disparitions ». Pour l'envoyée spéciale du quotidien français Le Monde, ces chiffres sont « invérifiables » et peu de journalistes ont pu accéder aux camps face au blocage médiatique imposé par les autorités marocaines.
La ville est revendiquée comme capitale par la République arabe sahraouie démocratique. La Mission des Nations unies pour l'organisation d'un référendum au Sahara occidental (MINURSO) a son quartier général à Laâyoune. Depuis redécoupage de 2008, la ville est le chef lieu de la province marocaine de Laâyoune et de la région marocaine Laâyoune-Sakia El Hamra.

## Démographie
Ci-après la population totale de Laâyoune d'après les recensements effectués par le Haut-commissariat au plan marocain depuis les années 1980 :
| Année | Habitants |
| ----- | --------- |
| 1982  | 93 875    |
| 1994  | 136 950   |
| 2004  | 183 691   |
| 2014  | 217 732   |

## Économie

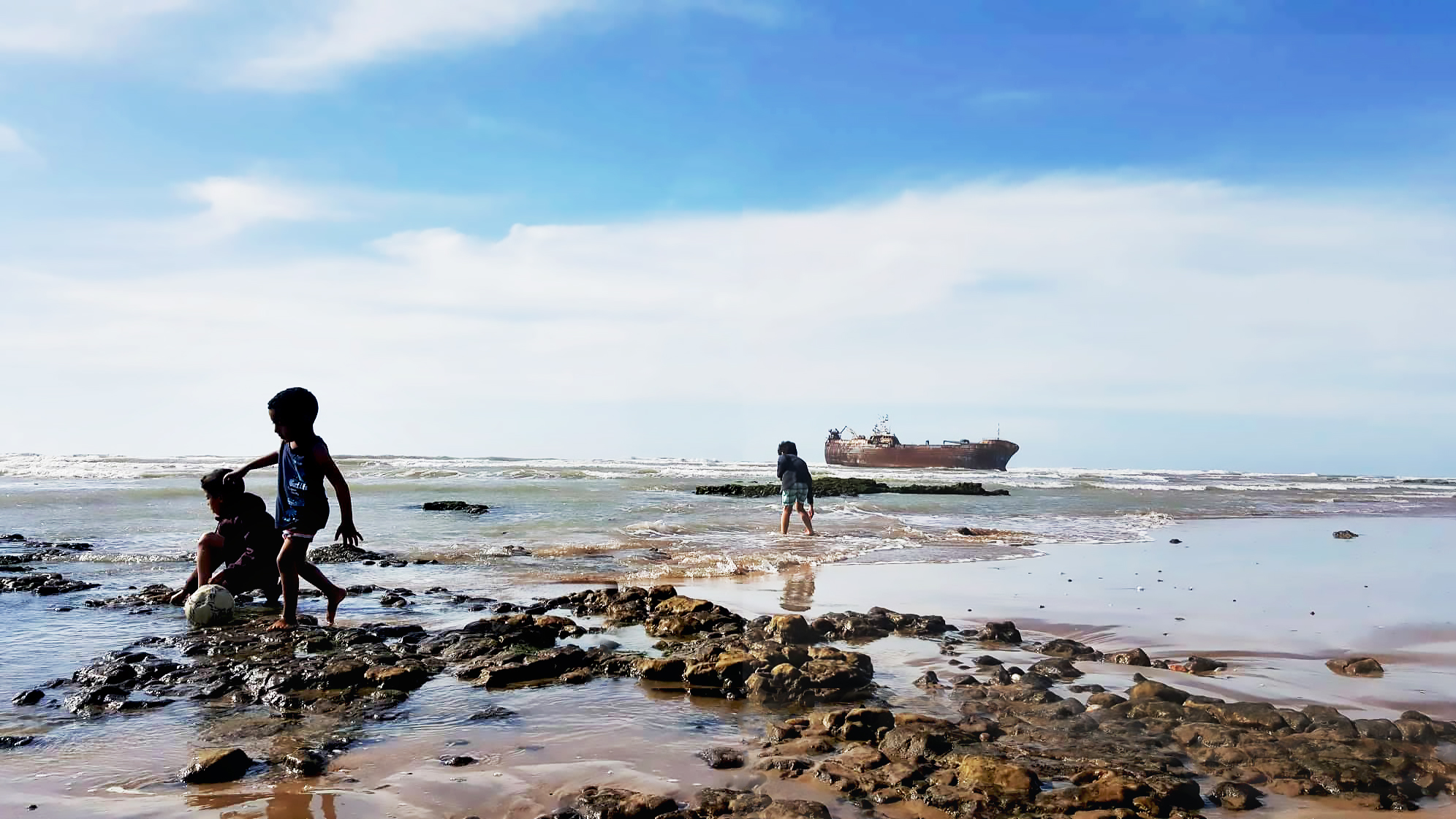
Jeux d'enfants dans le port de Laâyoune. À l'arrière-plan, l'épave du Que sera sera.

Laâyoune a profité de la volonté de l'État marocain d'organiser le développement des provinces du Sud (le Sahara). À ce titre, elle a bénéficié de nombreux investissements. À partir de Tarfaya, et dans tout le Sud saharien, un grand nombre de produits sont subventionnés et les fonctionnaires jouissent d'un double salaire. Ces dispositions ont largement contribué à la venue de cadres des secteurs privé et public. On verra à Laâyoune assez peu de Sahraouis vêtus des amples vêtements bleus traditionnels. On remarquera en revanche nombre de gadgets électroniques et autres produits de grande consommation dans les magasins.
La ville s'organise autour d'une vaste place de conception futuriste regroupant toutes les administrations. Les bâtiments ont été conçus dans un style moderne respectant l'architecture saharienne traditionnelle.
La bande transporteuse amenant le phosphate de Boukraa (le plus long tapis roulant du monde), se termine au port à Laâyoune-plage, où celui-ci est traité avant d'être envoyé par bateau. Le groupe OCP, premier exportateur mondial de phosphate, en assure l'exploitation par sa filiale Phosboucraa. Compte tenu de la situation politique, certains clients ont réduit (le géant norvégien du phosphate Yara) ou cessé (l’armateur norvégien Arnesen Shipbrokers) leurs achats de phosphates auprès de cette compagnie.
L'aéroport international Laâyoune-Hassan Ier la relie à l'aéroport international Mohammed-V de Casablanca, ainsi qu'aux aéroports d'autres villes marocaines et étrangères.
La ville abrite un centre de broyage de la société Ciments du Maroc, filiale du groupe italien Italcementi. Accolé à ce centre et destiné à l'alimenter en électricité, se trouve depuis 2011 un parc éolien également implanté par Ciments du Maroc.

## Sport
Le principal club de football de Laâyoune est la Jeunesse sportive El Massira, qui utilise le stade Sheikh-Mohamed-Laghdaf et évolue dans les championnats marocains (Botola) de première et deuxième divisions.
Il existe de nombreux autres cercles sportifs appartenant à des disciplines variées, telles que le basket-ball, le tennis ou le handball.
La ville a accueilli plusieurs événements sportifs internationaux, avec notamment :
- Football : Coupe d'Afrique des nations de futsal 2020, Match de gala célébrant la marche verte en 2015, 2016, 2018 et 2019.
- Handball : Championnat d'Afrique des nations masculin de handball 2022
- Athlétisme : Semi-Marathon Internationale de Laâyoune (21 éditions depuis 1998)
- Rallye : AMV Shamrock Rallye du Maroc 2008

## Jumelages
- Florence (Italie)
- Montevideo (Uruguay)[23]
- Tena (Équateur)[24]
- Lorca (Espagne)
- Hollywood (États-Unis)[25]